# Pachydema sicardi
Pachydema sicardi är en skalbaggsart som beskrevs av Baraud 1979. Pachydema sicardi ingår i släktet Pachydema och familjen Melolonthidae. Inga underarter finns listade i Catalogue of Life.